# Labroye
Labroye (Nederlands: De Bomen) is een gemeente in het Franse departement Pas-de-Calais (regio Hauts-de-France) en telt 166 inwoners (2004). De plaats maakt deel uit van het arrondissement Montreuil.

## Geografie
De oppervlakte van Labroye bedraagt 8,3 km², de bevolkingsdichtheid is 20,0 inwoners per km².
De onderstaande kaart toont de ligging van Labroye met de belangrijkste infrastructuur en aangrenzende gemeenten.

## Demografie
Onderstaande figuur toont het verloop van het inwonertal (bron: INSEE-tellingen).